# 1. HOL 1992/1993 (damer)
1. HOL 1992/1993 var den andra upplagan serien, som utser de kroatiska mästarna i volleyboll på damsidan. I serien deltog nio lag. HAOK Mladost blev kroatiska mästare för andra gången.

## Slutplaceringar[2]
1. HAOK Mladost (hemort: Zagreb)
2. ŽOK Rijeka (Rijeka)
3. OTP Banka (Pula)
4. OK Kaštela (Kaštel Stari)
5. Željezničar Osijek (Osijek)
6. HAOK Akademičar (Zagreb)
7. OK Poreč (Poreč)
8. OK Split (Split)
9. Metaval (Sisak)